# Carina Jaarneks orkester (musikalbum)
Carina Jaarneks orkester är Ronnebyorkestern Carina Jaarneks orkesters första album där Carina Jaarnek är sångerska. Albumet utkom både på LP och CD 1989.

## Låtar
1. Kärlekens symfoni / Martin Klaman, Keith Almgren
2. Solen lyser även på liten stuga / Kai Gullmar, Gus Morris
3. Lite mer / Tommy Kaså
4. Tänker på dig / Anders Glenmark, Bruno Glenmark
5. Säg som det är / Benny Hedlund, Magnus Nyman
6. På kärlekens vingar / Keith Almgren, Martin Klaman, Ingvar Larsson
7. Nu bubblar blodet så hett i mej / Anders Glenmark
8. Jag önskar att jag kunde flyga / Anders Glenmark, Mona Halldeby
9. Min kärlek har ett namn / Bert Månson, Monica Forsberg
10. Santa Dominica / Martin Klaman, Keith Almgren
11. Livet har börjat igen / Kjell-Åke Norén
12. Casablanca / Martin Klaman, Keith Almgren